# Orobdella

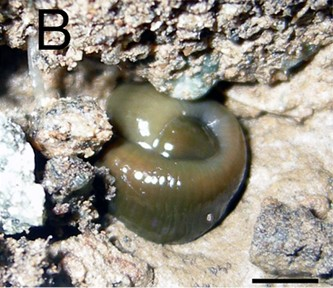
Orobdella masaakikuroiwai unter einem Stein

Orobdella ist der Name einer Gattung von räuberisch an Land lebenden Egeln, der einzigen Gattung der monogenerischen Familie Orobdellidae in der Ordnung der Schlundegel, die in Japan und Taiwan verbreitet sind und insbesondere Regenwürmer fressen.

## Merkmale
Die Egel der Gattung Orobdella haben eine zylindrische Körperform, sind aber nach hinten hin mehr oder weniger abgeflacht, wobei die Seitenränder über einen Großteil des Körpers hinweg fast parallel verlaufen und sich dieser nur an den beiden Enden leicht verjüngt. Die Anzahl der äußeren Ringel pro Segment im mittleren Körperabschnitt unterscheidet sich je nach Art, ist aber innerhalb jeder Art konstant und beträgt entweder 4, 6, oder 8. Die Oberfläche der Ringel ist glatt und ganz ohne Vorsprünge, die Furchen zwischen den Ringen deutlich, aber nicht tief. Die Mundöffnung an der Bauchseite am Vorderende des Tieres nimmt den Raum von 4 bis 6 Ringeln ein, während die folgenden zwei Ringel an der Bauchseite die Hinterlippe des Mundes bilden. Die Egel haben ein Paar Augen am hinteren Rand des zweiten Ringels. Auf dem 4. Ringel sitzt ein Paar kleiner Pigmentflecken als rudimentäre Augen.
Die männliche Geschlechtsöffnung der zwittrigen Tiere sitzt bauchseitig am 27. Ringel, die weibliche am 32. Ringel, so dass sich zwischen den beiden Öffnungen 4 Ringel befinden. Das Clitellum nimmt 12 Ringel ein, beginnend am 22. und endend an 33. Ringel. Am 13. oder 14. Segment kann bauchseitig eine Gastropore – eine vom Darmkanal nach außen mündende Öffnung – vorhanden sein.
Der hintere Saugnapf (Acetabulum) ist eiförmig und misst nur knapp die Hälfte der Breite des Egels. Der After sitzt an der rückenseitigen Oberfläche des Saugnapfes etwa eine Ringelbreite hinter dem Hinterrand des letzten Ringels.
Die meisten Egelarten der Gattung Orobdella erreichen Längen von etwa 10 cm. Die auf Honshu heimische Orobdella octonaria, die in der Körpermitte pro Segment 8 Ringel und darüber hinaus am Bauch eine Gastropore aufweist, wird als größte Art bis über 20 cm lang. Kleine Arten mit Maximallängen von unter 4 cm – beide mit 4 Ringeln pro Segment – sind die auf Hokkaido lebende Orobdella koikei und die im zentralen Honshu lebende Orobdella masaakikuroiwai. Die von Asajiro Oka konservierten ausgewachsenen Exemplare der auf Honshu lebenden Art Orobdella whitmani sind etwa 7 bis 8 cm lang, 5 bis 6 mm breit und 4 bis 4,5 mm dick.

## Verbreitung, Lebensraum und Lebensweise
Die Egel der Gattung Orobdella sind in den Bergen Japans und Taiwans verbreitet. Sie sind Landbewohner, die vorzugsweise auf Waldböden von Bergwäldern leben. Die Egel ernähren sich räuberisch von anderen Ringelwürmern, insbesondere Regenwürmern. Die Beute wird mithilfe des muskulösen Pharynx als Ganzes verschluckt.

## Systematik
Der japanische Zoologe Asajiro Oka beschrieb 1895 die Gattung Orobdella gleichzeitig mit drei zu ihr gehörenden, in Japan gefundenen Arten. Der von ihm gewählte Name „Berg-Egel“ (altgriechisch ὄρος óros „Berg“, griechisch βδέλλα bdélla „Egel“) deutet auf die japanischen Berge als Lebensraum dieser Egel hin, die zunächst in die Familie Erpobdellidae gestellt wurden. Während der japanische Takafumi Nakano diese Egelgattung anfangs der Familie Gastrostomobdellidae zuordnete, stellte er 2012 gemeinsam mit Ramlah bt Zainudin und Tsutomu Hikida die monogenerische Familie Orobdellidae auf, die er unter anderem mit der unterschiedlichen Anatomie der Gastroporen begründete, die bei Orobdella eine röhrenartige Form haben.
Zur Gattung Orobdella gehören folgende Arten:
- Orobdella whitmani Oka, 1895 (4 Ringel pro Segment, Zentral-Honshu, Erstfunde Kinkazan in Gifu und Kodaijiyama in Kyoto; Exemplar von Kimposan in Kumamoto / Kyushu als Orobdella esulcata neu beschrieben)
- Orobdella ijimai Oka, 1895 (6 Ringel pro Segment, Kyushu)
- Orobdella octonaria Oka, 1895 (8 Ringel pro Segment, Honshu, größte Art: bis über 20 cm, mit Gastropore) alias Kumabdella octonaria
- Orobdella kawakatsuorum Richardson, 1975  (4 Ringel pro Segment, Hokkaido)
- Orobdella esulcata Nakano, 2010 (4 Ringel pro Segment, Kyushu)
- Orobdella tsushimensis Nakano, 2011 (4 Ringel pro Segment, Tsushima / Japan und Gageodo / Südkorea)
- Orobdella shimadae Nakano, 2011 (6 Ringel pro Segment, Okinawajima / Ryukyu)
- Orobdella dolichopharynx Nakano, 2011 (6 Ringel pro Segment, Amamioshima / Ryukyu)
- Orobdella koikei Nakano, 2012 (4 Ringel pro Segment, Hokkaido, kleinste Art: kleiner als 4 cm)
- Orobdella ketagalan Nakano, 2012 (4 Ringel pro Segment, Taipei / Taiwan)
- Orobdella mononoke Nakano, 2012 (6 Ringel pro Segment, Yakushima)
- Orobdella masaakikuroiwai Nakano, 2014 (4 Ringel pro Segment, Zentral-Honshu, kleiner als 4 cm)
- Orobdella naraharaetmagarum Nakano, 2016 (4 Ringel pro Segment, West-Honshu)